# Szent Lucián-torony
A Szent Lucián-torony (máltaiul: Torri ta' San Luċjan) más néven Szent Lucián-erőd (máltaiul: Forti San Luċjan) vagy Rohan-erőd (máltaiul: Forti Rohan) nagy bástyás őrtorony és sokszögű erőd Marsaxlokkban Máltán.
A mai erőd magjában álló épület egyike annak a hat erődtoronynak, amelyeket a Jeruzsálemi Szent János Ispotályos Lovagrend 54. nagymestere építtetett a szigetek partvédelmi hálózatának részeként 1610 és 1620 között. 
Ez az őrtorony 1610 és 1611 között épült, a Wignacourt-tornyok között másodikként, nevét pedig arról a franciaországi templomról kapta, amelyben a nagymestert megkeresztelték.
Katonai szerepét a 19. század végéig megőrizte, így jelentős átépítéseken ment keresztül: 1715 körül egy tüzérségi üteggel bővítették, majd az 1790-es években erőddé alakították, amelyet nyolcvan évvel később ismét átépítettek.
A Szent Lucián-torony a második legnagyobb máltai őrtorony, ma a Máltai Akvakultúra Kutatóközpont épülete.

## Történénete

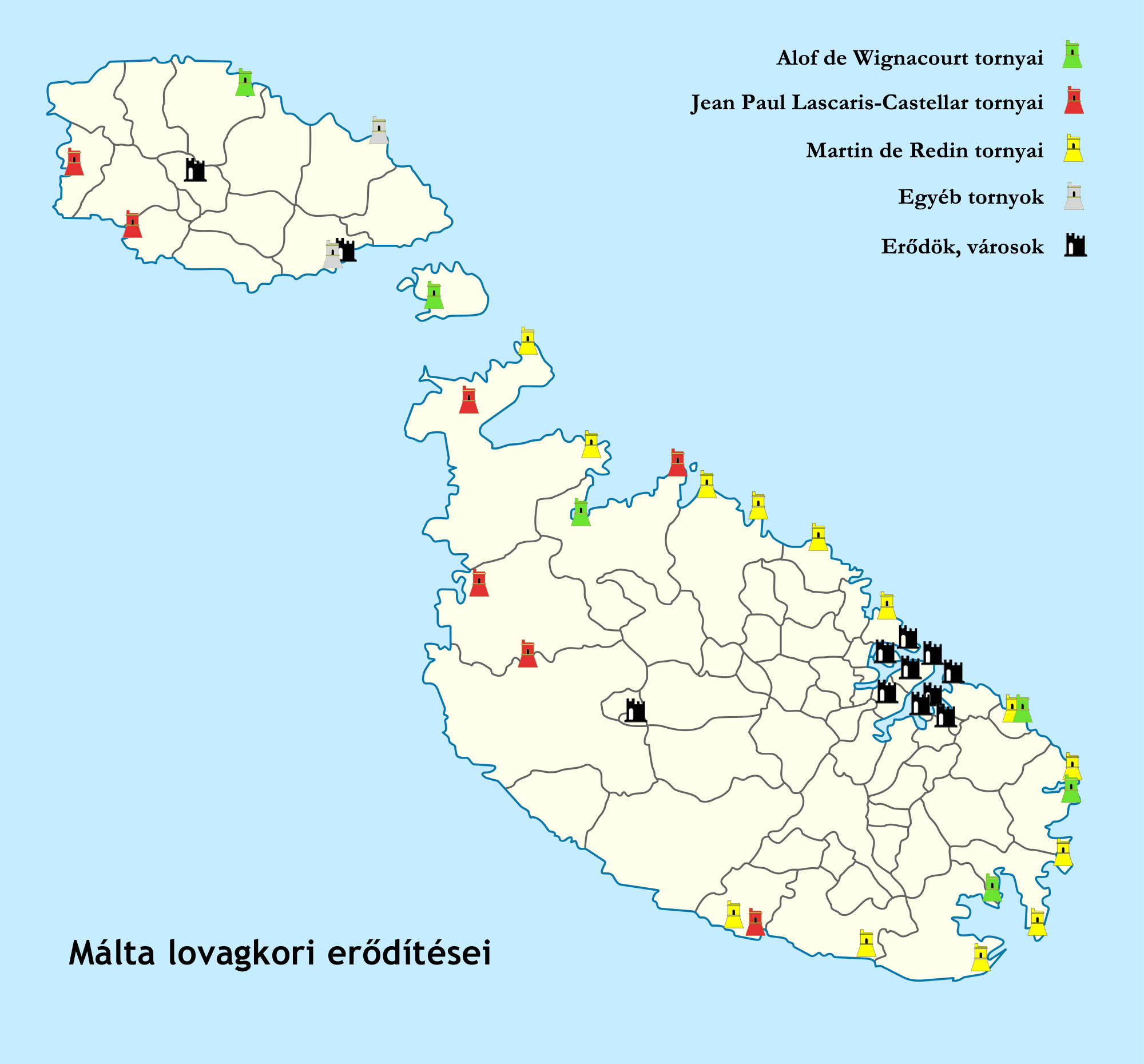
Málta 1530–1798 között épült partvédelmi rendszere

A Szent Lucián-torony a fősziget déli részének egyik természetes öble fölötti magaslatra épült, a Marsaxlokk és Birżebbuġa közötti földnyelven. 
A helyi legendák szerint egy asszony inspirálta az építést, aki elmondta papjának, hogy álmában megjelent Keresztelő János, aki fenyegetést jósolt a szigetre és azt tanácsolta neki, figyelmeztesse a nagymestert, hogy építsen egy erődöt Marsaxlokk közelében. Az üzenet eljutott a nagymesterhez, aki semmi jelentőséget nem tulajdonított neki mindaddig, amíg azon a nyáron valóban támadás nem történt és nyolc oszmán gálya partra nem szállt éppen ott, ahol az álom megjósolta. A támadókat visszaverték és döntöttek a Szent Lucián-torony megépítéséről, amely végül 1611. június 11-én készült el, az építés költsége 11 745 scudi volt, amit a nagymester a személyes vagyonából finanszírozott.
A torony formailag a Szent Pál-öböl védelmében építtetett első, és az Alof de Wignacourt nagymesterről elnevezett torony méretesebb mása. Körülbelül húsz méter magas, kétszintes, négyzet alakú, lapostetős, mellvédes, a sarkok álbástya kialakításúak. A földszinten két nagy belső szoba található, dongaboltozattal. Itt a falak körülbelül hét méter vastagok. A felső szinten további két dongaboltozatos helyiség található, amelynek csaknem öt méter vastag falain összesen hat nyílás volt. A bejáratához kezdetben lépcsősor vezetett, amelyet a későbbi átépítések során elbontottak.
A tornyot eredetileg 6 ágyúval, valamint lőszerrel és egyéb fegyverzettel szerelték fel. Falai között egy kis kápolna is helyet kapott, amit egy Szent Lucián vértanúságát ábrázoló festmény díszített. A festményt 1799-ben a tarxieni plébániatemplomba helyezték át.
A Szent Lucián-torony először 1614 júliusában látott akciót, amikor fegyverei és legénysége sikeresen megakadályozta az oszmán flotta – 60 oszmán hajó 6000 katonával – partarszállását a Marsaxlokk-öbölben. Sajnos a portyázó flotta továbbhajózott és az akkor még védmű nélküli Szent Tamás-öbölben kötött ki, ahol a rajtaütés során kifosztották Żejtun városát és környékét, mielőtt a milícia visszavonulásra kényszerítette őket. Ez az esemény a Żejtun-i razzia volt, amelyet az Ispotályosok által uralt Málta elleni utolsó nagy támadásként jegyez a történelem.
Később, Martín de Redín nagymester idejében a szigetek partvédelmi hálózatának bővítésekor két kisméretű őrtorony is épült a Szent Lucián látóterébe, a Delimara, és a Bengħisa torony, amelyek ma már nem állnak.

### Bővítések a 18. században
1715-ben egy félköríves, nyíl alakú blokkházzal ellátott ütegállást építettek közvetlenül a torony elé, a szikla szélére. Ekkoriban a torony és az üteg fegyverzete öt 10 fontos, két 6 fontos löveg és két kis aknavető volt. 1761-ben a francia erődmérnökök a torony és az ágyúpad köré sáncolt védőárkok építését javasolták, ám ezt csak harminc évvel később, 1792 és 1795 között építették meg. A tornyot és az üteget erődített árokkal vették körbe, amelyet Antoine Étienne de Tousard mérnök tervezett. A komplexumot az uralkodó nagymester, Emmanuel de Rohan-Polduc után Rohan-erőd névre keresztelték át. Címere a torony bejárata fölött látható.
Az 1798-1800-as francia blokád idején a Rohan-erőd, amelyet akkoriban Laguérivière lovag irányított, azon kevés erődök egyike volt, amelyek erős ellenállást tanúsítottak a megszálló erőkkel szemben. A britek, akik ekkor a máltai felkelők szövetségesei voltak, ezt az erődöt választották utánpótlási bázisnak és evakuálási pontnak a francia segélycsapatok érkezése esetén. A terv az volt, hogy ha a francia erősítés megérkezik, a 30. és 89. gyalogezred brit katonái összegyűlnek az erődhöz közeli földnyelven, és a San Rocco üteg fedezéke alatt visszavonulnak a Rohan-erődbe, ahonnan Marsaxlokk kikötőjében hajóra szállnak, és elhagyják a szigetet.
A terv érdekében 1799-ben Matteo Bonavia máltai mérnök közreműködésével a brit katonaság megépítette Szent Lucián lövészárkot és sáncot, amely gyakorlatilag elvágta a torony félszigetét a sziget többi részétől, hogy fedezéket nyújtson a visszavonuló erőknek. A blokád után mindkét védművet lebontották, ma már nyoma sem látható.

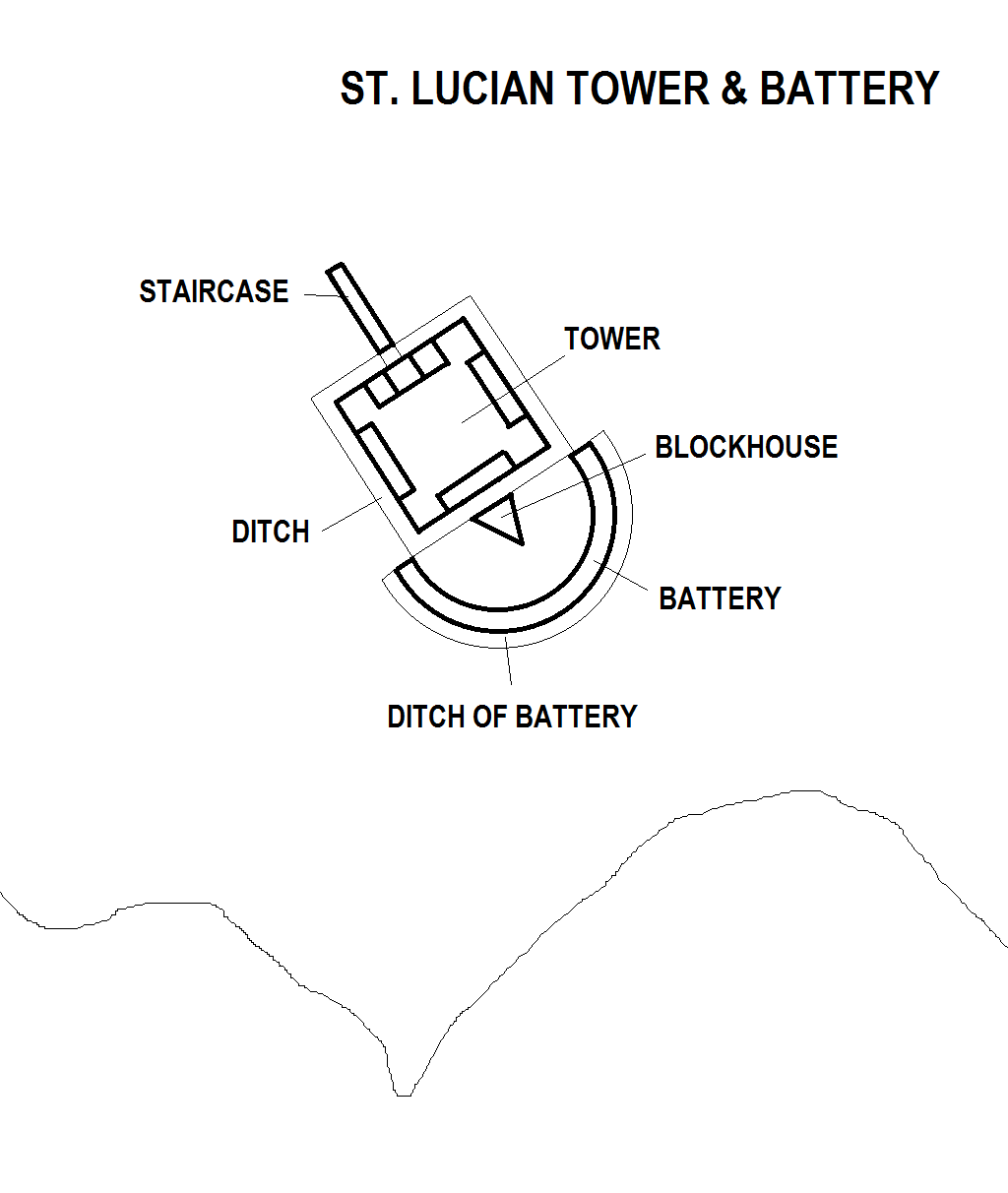
A Szent Lucián-torony és üteg 1715-ben
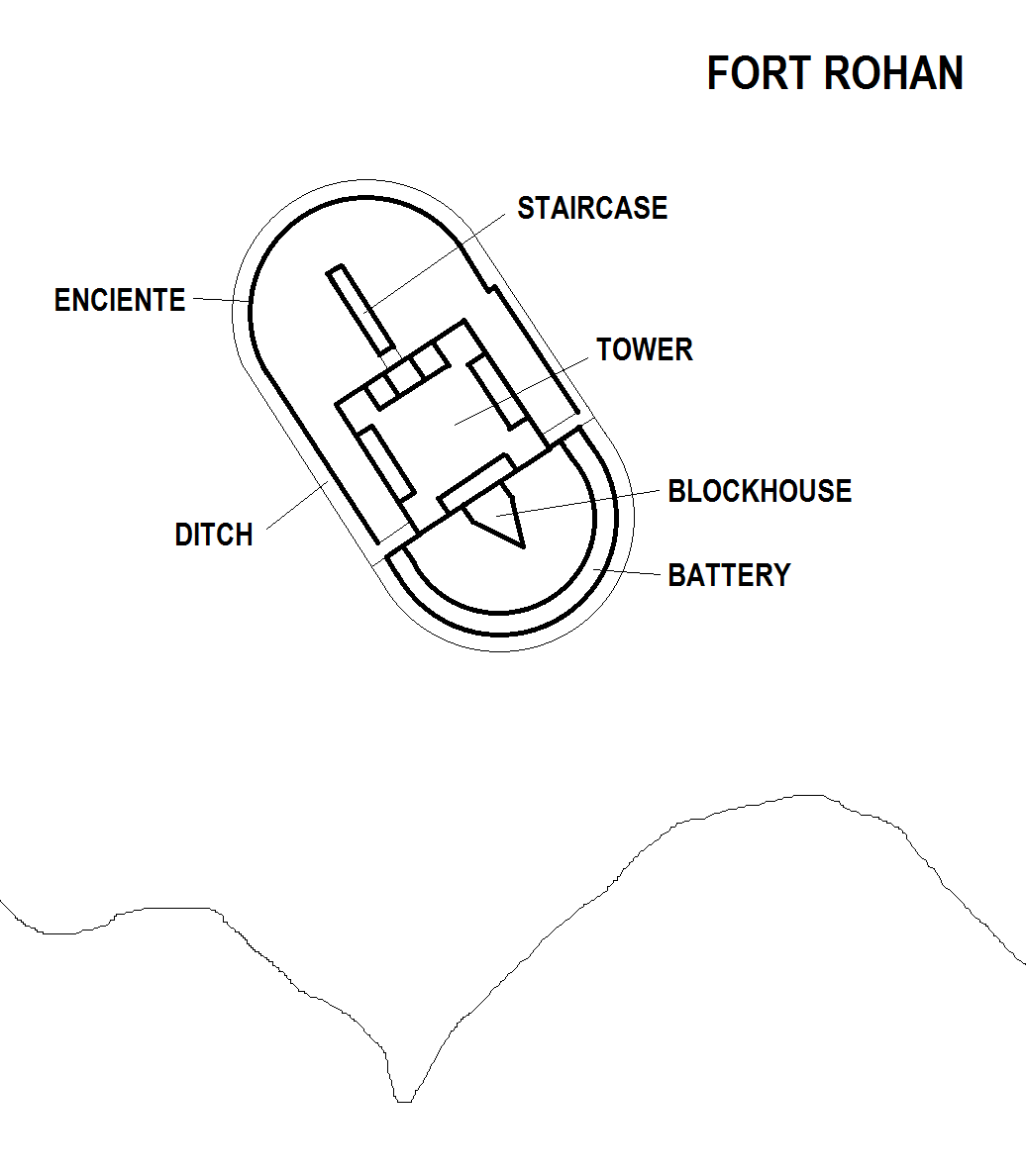
A Rohan-erőd
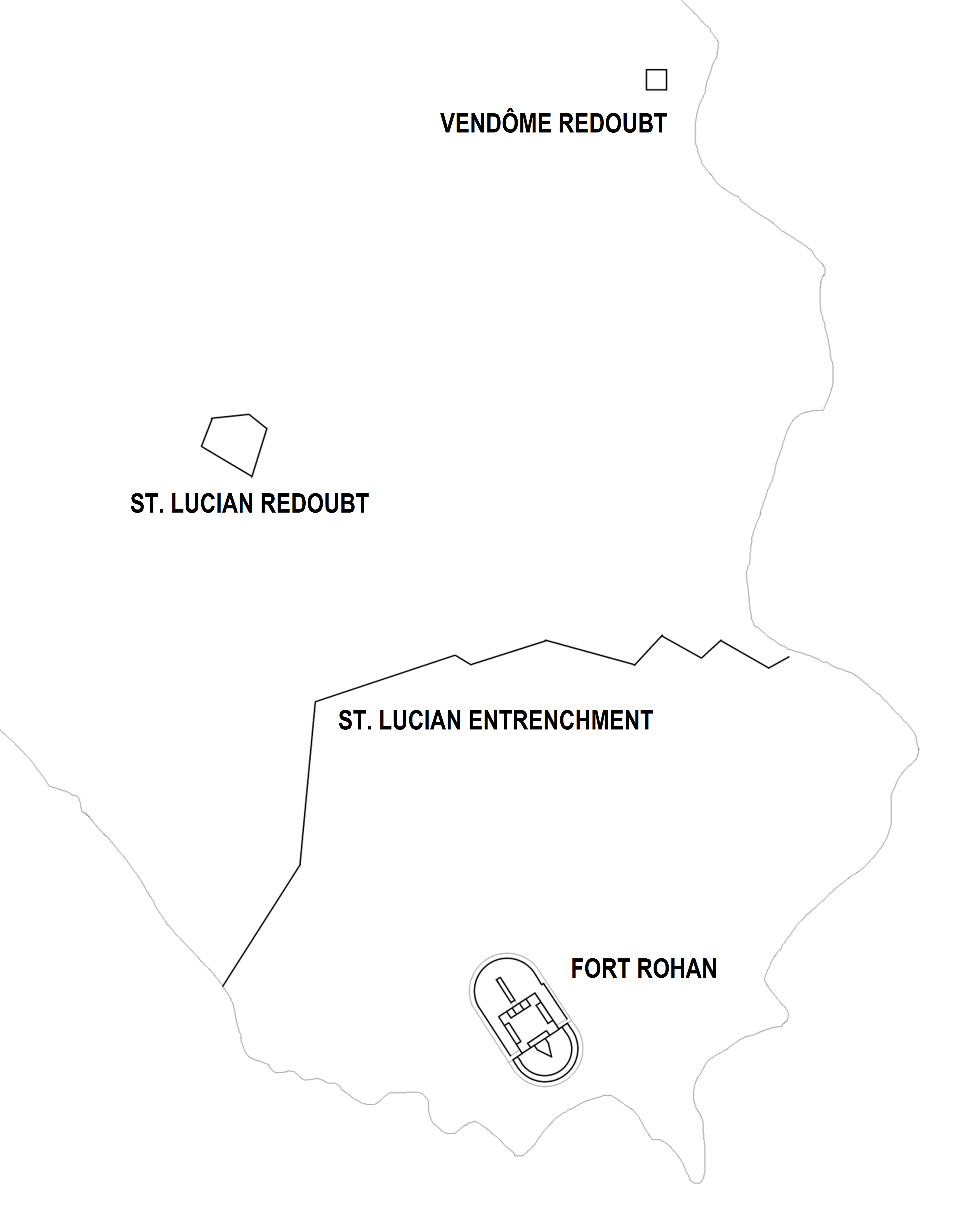
Az erőd a Szent Lucián lövészárokkal és előretolt üteggel

### Bővítések a brit uralom idején

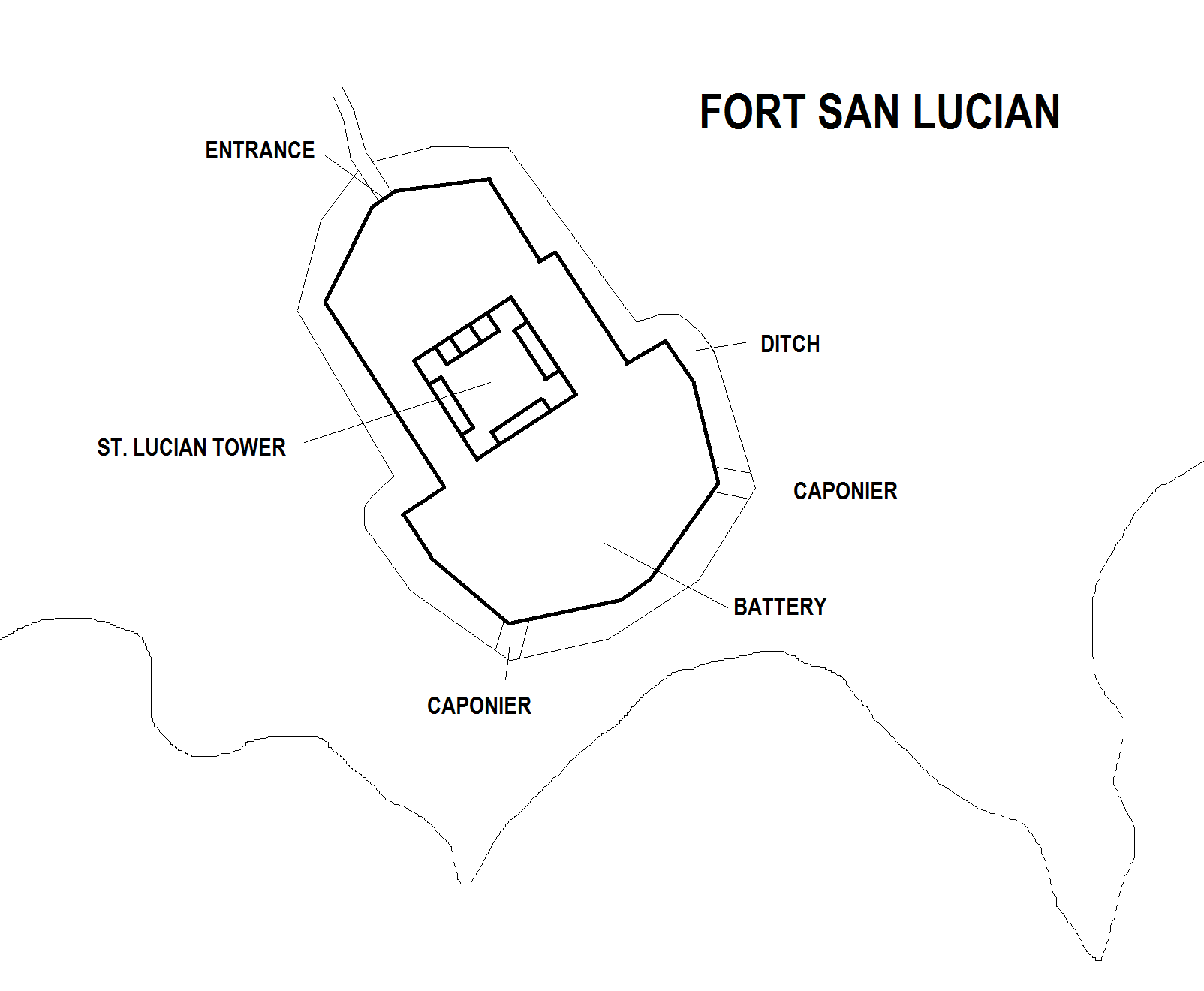
A viktoriánus Szent Lucián-erőd

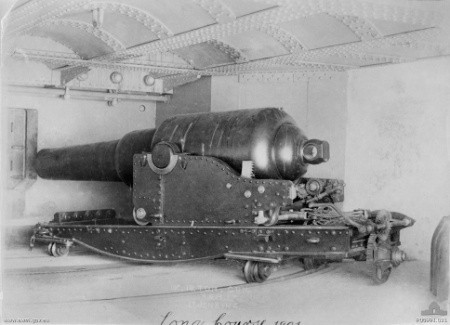
A kazamaták fegyverzete – RML 10 hüvelykes 18 tonnás ágyú volt

Amikor Málta brit fennhatóság alá került, az erődöt kezdetben katonai szállásként használták. 1801-ben az ütegben felállított fegyverzet négy darab 32 fontos lövegből állt, két 10 hüvelykes aknavetővel megerősítve, a torony tetején pedig öt 18 kilós fegyver állt. A komplexum külső megjelenése az 1860-as évekig változatlan maradt.
1866-ban és 1868-ban két vizsgálat is készült, amelyek során elemezték Málta védelmi lehetőségeit. Az elsőben William Jervois ezredes felmérte a máltai erődítményeket és a Valletta szárazföldi oldalának védelmét szolgáló hat erőd építése mellett a Szent Lucián-erőd korszerűsítését javasolta. A másodikban a Földközi-tenger stratégiai helyzetét tanulmányozva az északi part és Nagykikötő környékének védelmét megfelelőnek találták, de a déli parton kritikusabb volt a helyzet. Ezért 50 000 fontot különítettek el a déli part megerősítésére, különös figyelemmel a Marsaxlokk-öböl erődítményeinek építésére.
1872 és 1878 között az erődöt viktoriánus stílusban átépítették, amelynek magját az eredeti lovagkori Szent Lucián-torony alkotta. Leszerelték és elbontották az ütegállást, a védősáncot, és a toronyhoz vezető lépcsősort. A létesítmény területét megnövelték új, sokszögletű védfalakat építettek, haránt- és lövészárokkal vették körbe, süllyesztett kapuja és íves bejárati rámpája lett. A régi üteg helyére nyitott fegyverkazamaták kerültek, ahová kezdetben három RML 10 hüvelykes 18 tonnás fegyvert helyeztek el. A hornyok vaspajzsokat kaptak. A kazamaták alatt átjárókat és lőszerraktárakat építettek. A létesítmény a Szent Lucán-erőd nevet kapta és egy viktoriánus erődgyűrű részét képezte, amely a Delimara, a Tas-Silġ és a Benghisa erődöket magában foglalva a Marsaxlokk-öblöt védte.
Nem sokkal később, 1885-ben leszerelték torony tetején lévő sima csövű ágyúkat, mert katonai célokra már nem voltak használhatóak. Ugyanekkor több magasrangú tiszt a torony eltávolítására is javaslatot tett, mivel úgy vélték, hogy veszélyt jelent a kazamatákra és az ott szolgáló lövészekre. Ám a bontás a torony mérete és az ezzel járó hatalmas építkezés miatt nagyon költséges lett volna, sőt a torkolattöltő ágyúk már elavultnak számítottak, így az egész erődöt leszerelték és védelmi funkciója megszűnt.
A második világháború alatt és az 1960-as évekig a Királyi Légierő bombaraktáraként használták. A hidegháború idején valószínűleg nukleáris fegyvereket is tároltak a Szent Lucián-erődben, és alkalmanként katonai börtönnek is használták. Végül 1964-ben Málta kormányának adták át.

### HasználataMálta függetlenségeóta
A Máltai Egyetem igazgatása alá került, kezdetben az Építészeti Tanszék működött benne, majd tengerbiológiai állomás lett. 1988-ban a Mezőgazdasági és Halászati Minisztérium kapta meg a Nemzeti Akvakultúra Központ elhelyezésére, amely Máltai Akvakultúra Kutatóközpont néven napjainkban is az erődben működik, bár a kormány fontolgatja az áthelyezését és a Szent Lucián-erőd történelmi látványossággá alakítását.

## Megjelenése a populáris kultúrában
A torony szerepel Charles Casha: Il-Misteru ta' San Luċjan (Szent Lucián rejtélye) című, 1997-ben megjelent szépirodalmi könyvében.
A tornyot ábrázolta a Szuverén Máltai Katonai Lovagrend bélyegzője 1972-ben, és egy 2006-ban kiadott máltai postabélyeg.

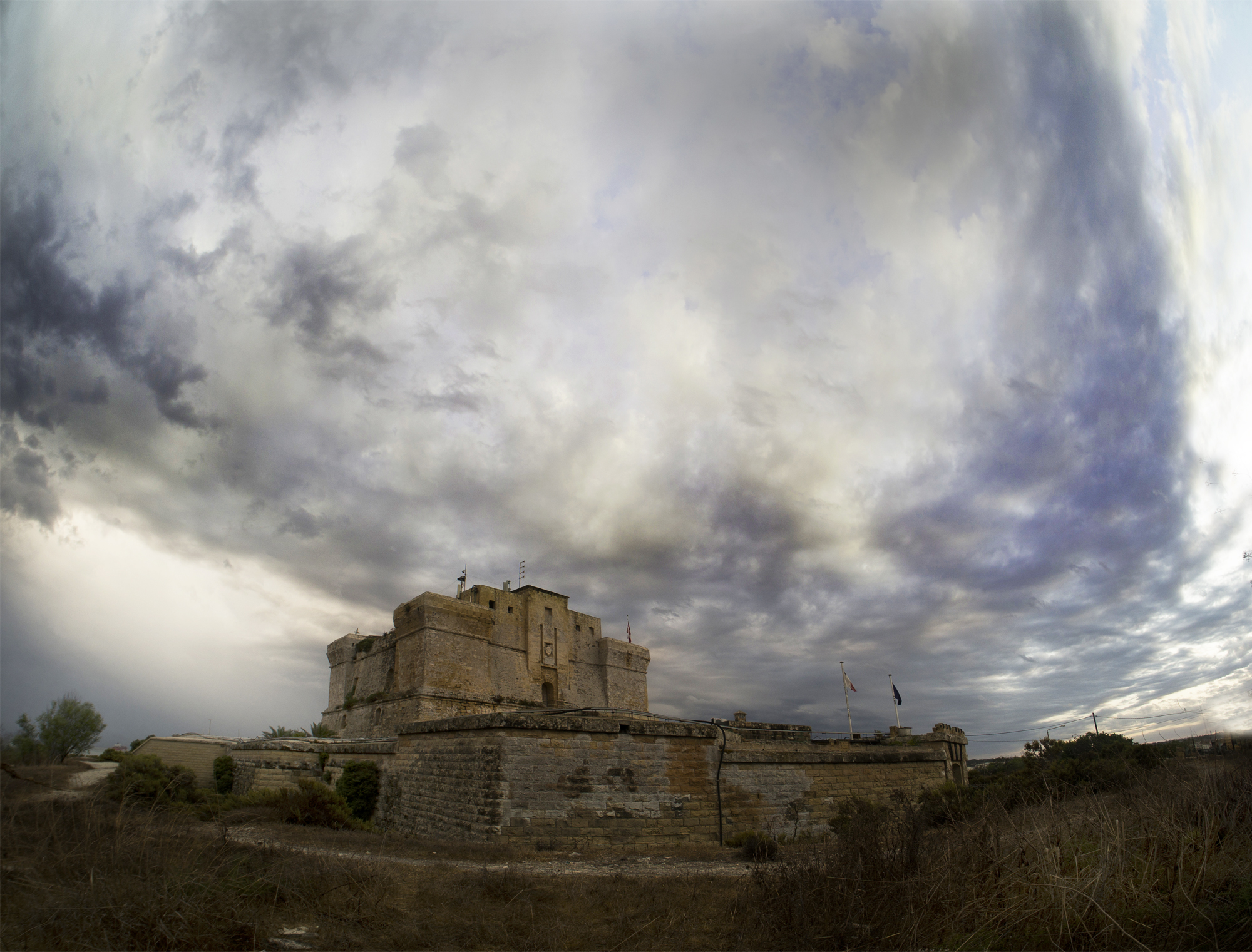
A Szent Lucián-erőd vihar után
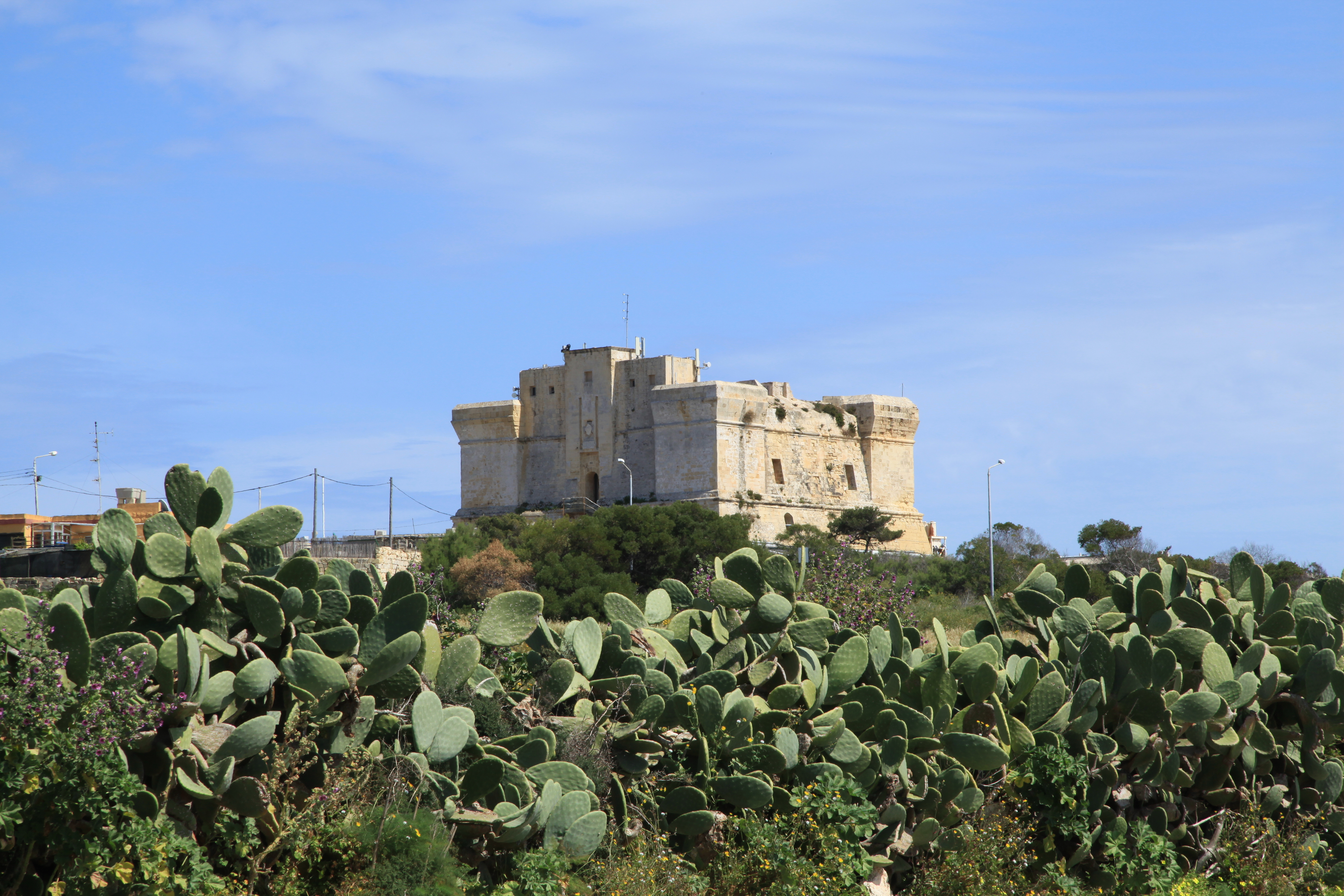
A Szent Lucián-torony
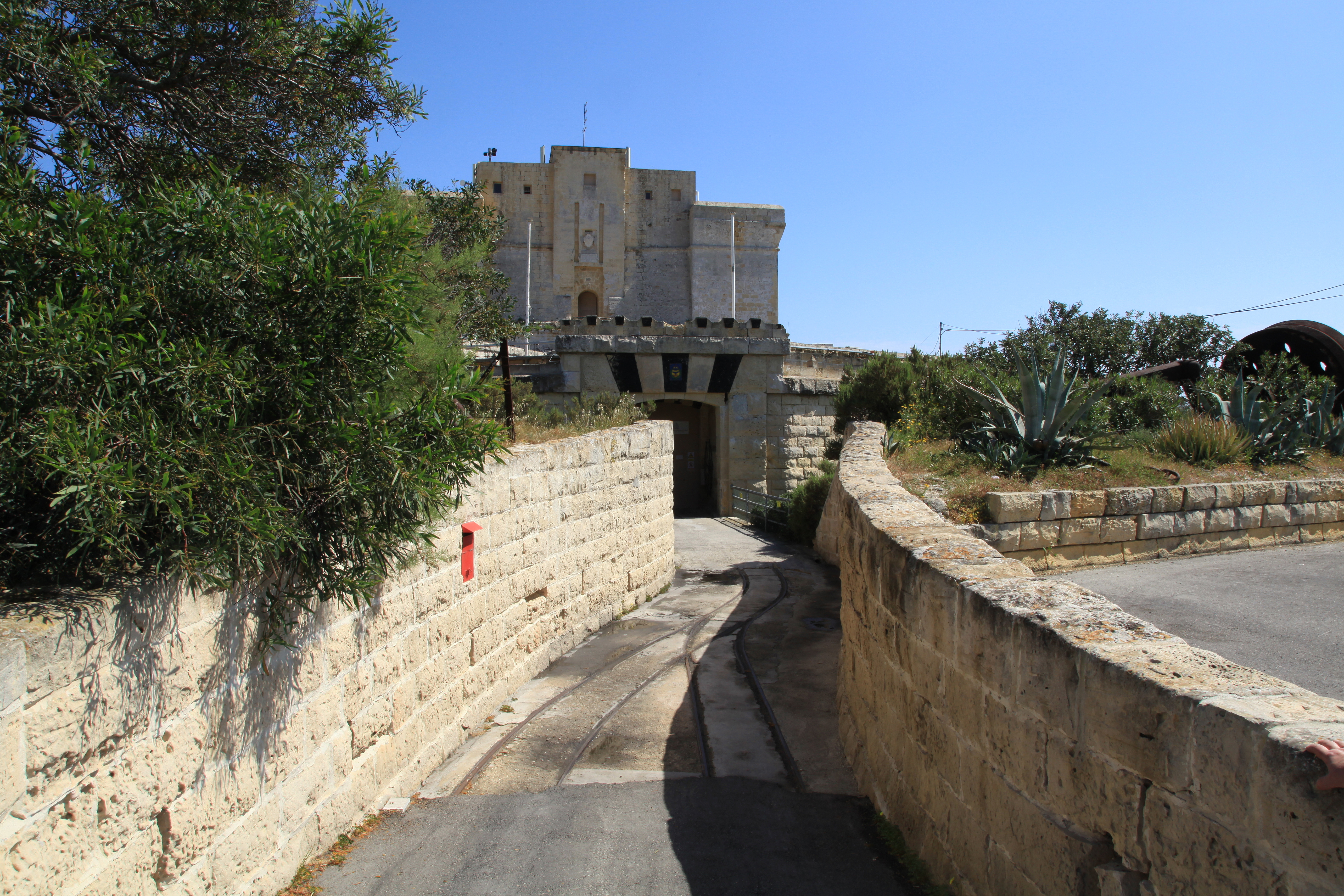
Az erőd süllyesztett kapuja az íves rámpával
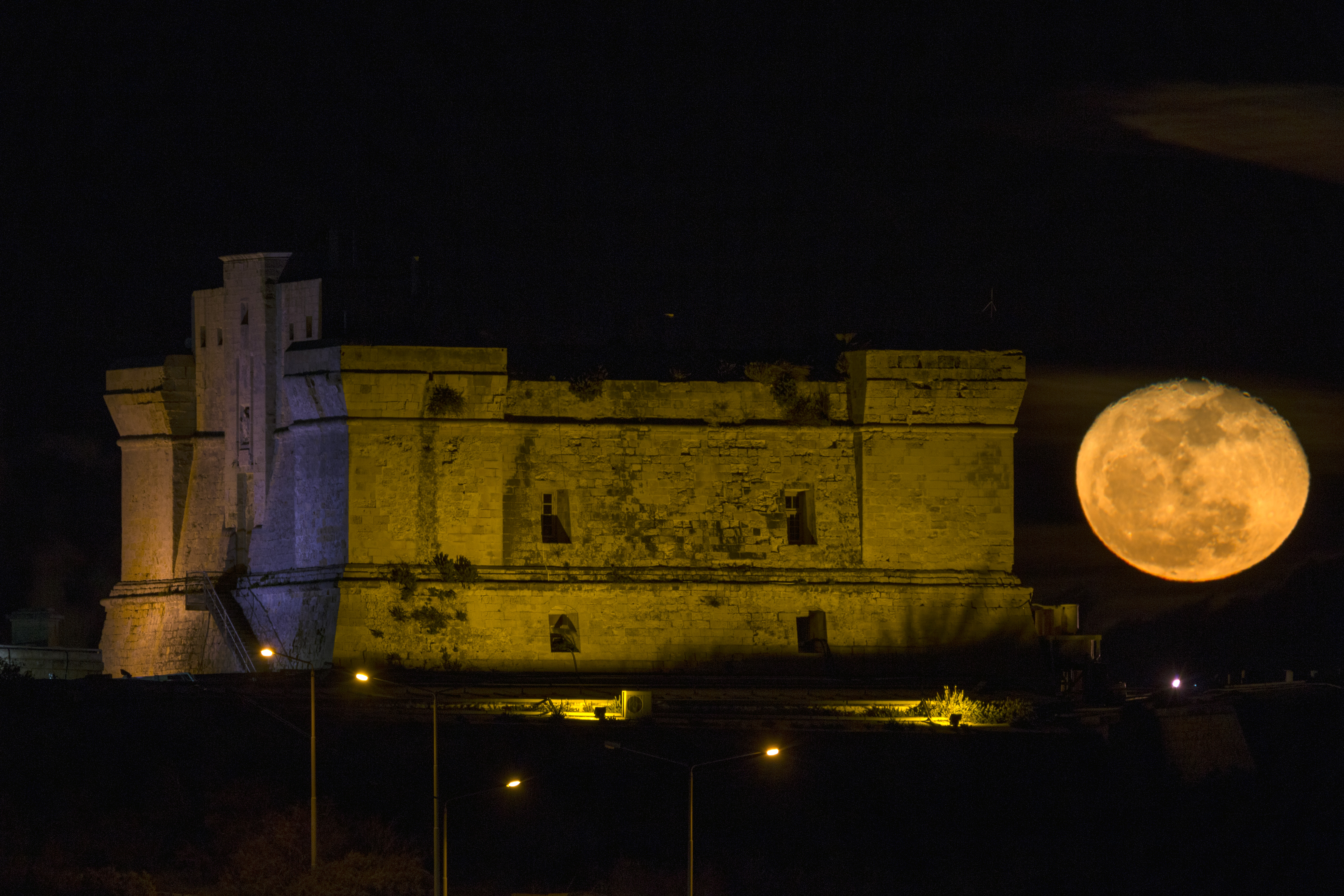
Éjszakai kivilágításban

## Fordítás
Ez a szócikk részben vagy egészben  a   Fort San Lucian című angol Wikipédia-szócikk fordításán alapul.  Az eredeti cikk szerkesztőit annak laptörténete sorolja fel. Ez a jelzés csupán a megfogalmazás eredetét és a szerzői jogokat jelzi, nem szolgál a cikkben szereplő információk forrásmegjelöléseként.

## További irodalom
- Stephen C. Spiteri : A lovagok erődítményei – illusztrált útmutató a máltai Szent János lovagok által épített erődítményekről, 2001, ISBN 9789990972061 .
- Charles Stephenson: Málta erődítményei 1530–1945. Osprey Publishing Limited, Wellingborough 2004, ISBN 1-84176-693-3 ( Osprey Fortress Series 16).